# Régime de change
Le régime de change, ou régime de taux de change, d’une zone monétaire fait partie de la politique monétaire adoptée par les autorités monétaires, qui détermine en grande partie le comportement du taux de change de la monnaie vis-à-vis des autres devises (ou d'une devise en particulier).

## Régime de change flottant
Le régime de change flottant est basé sur la détermination du cours de change de chaque monnaie par rapport aux autres par la confrontation de l'offre et la demande des diverses devises sur le marché des changes (appelé communément "forex") sans intervention des autorités monétaires. 
Toutefois, en cas de forte instabilité du cours de change une autorité monétaire peut intervenir sur le marché de change soit en vendant ou en achetant une ou des devises soit en instaurant le contrôle de change.

## Régime de change lié
Dans ce cadre, les autorités monétaires fixent un taux de change de leurs monnaies contre une autre monnaie, ou un panier d’autres monnaies.
Pour maintenir cette parité, les autorités monétaires doivent tenir une position d’achat et de vente sur le marché des changes et être capable de satisfaire toute demande et offre et monnaie, sans quoi le taux de change ne serait plus fixe. Les bandes de fluctuation du taux de change sont en général assez faibles (1 ou quelques pourcents).
Pour être sûres de pouvoir satisfaire à des ventes spéculatives de la monnaie domestique contre des monnaies étrangères, les autorités monétaires accumulent des réserves de change en monnaies étrangères.
Les autorités monétaires peuvent à un moment décider de modifier la parité de leur devise par rapport aux monnaies de références.
C’est la situation du régime de change chinois ou du franc suisse avec l'euro, avant l'abolition du cours plancher en 2015.

## Régime de change fixe
Dans ce régime le taux de change est fixé arbitrairement par les autorités monétaires. L'équilibre du marché des changes est assuré par l'intervention de la banque centrale qui vend les devises étrangères si l'offre dépasse la demande des devises ou achète les devises si l'offre est inférieure à la demande.
Un régime de change fixe peut être accompagné d'une non-convertibilité de la monnaie concernée. Dans ce cas il n'existe pas de marché des changes (à part éventuellement un marché parallèle, à taux généralement décoté par rapport au taux officiel) permettant aux particuliers et entreprises, domestiques et étrangers, de l'acheter ou de la vendre librement. Cette opération ne peut se faire qu'en passant par la banque centrale elle-même.

## Régimes utilisés en pratique
Dans la pratique coexistent des devises à régime de change flottant dont le cours est fixé librement sur le marché des changes et des devises à régime de change fixe ou à régime de change lié, dont les cours sont soumis à des contraintes.